# Сатир и нимфа (мозайка)
„Сатир и нимфа“ (на италиански: Satiro e Ninfa) е подова мозайка с размери 39 х 37 см, изработена от оцветени варовикови парченца, датирана от 124 – 100 г. пр.н.е., изложена в Националния археологически музей в Неапол, Италия.

## История
Мозайката е открита през 1832 г. при археологически разкопки в Къщата на Фавн, Помпей, затрупани през 79 г. от лавата на Везувий. Tè е част от Колекция ;Помпей“ и в наши дни е музеен експонат в Национален археологически музей в Неапол.
Еротичните сюжети при фреските и мозайките са ползвани от древните римляни за украса на спални помещения. Тази мозайка е съставена от малки парченца в два различни цвята и с различни размери, разположени асиметрично, така че да могат да следват очертанията на изображенията. Сатирът е изобразен в кафяв цвят, а нимфата в бледорозов.

## Описание
Мозайката с еротичен сюжет изобразява Сатир и нимфа в момент на любовно преплитане. Двете фигури се виждат на три четвърти. Сатирът е седнал и с отворени крака, между които е клекнала нимфата, гледана отзад. Както се забелязва и в други еротични фрески и мозайки от римската епоха, темата застъпва контраста между жестокостта на сатира и меката женственост на нимфата. Мъжката тъмна фигура, чиито мускулни маси са изработени с изящна пластичност, подчертана от позицията на огънатия десен крак, контрастира с мекото и нежно тялото на нимфата, която концентрира цялата светлина върху себе си.
Подредените с голямо майсторство парченца от мозайката позволяват съвършеното представяне както на телата, така и на създадената емоция, четяща се по лицата на героите. Съществуваща реплика, открита близо до делтата на Нил, подсилва хипотезата, че мозайката, открита в къщата на Фавн в Помпей, произхожда от древна Александрия.
Долният десен ъгъл на мозайката е непълен, може би защото е повреден от движението на вратата. Това показва, че същата е гледана при влизане в стаята, а не от леглото. Подова мозайка със същия сюжет и със същото разположение е открита и в една от най-големите къщи в Помпей – Къщата на Менандър.